# Microsoft Most Valuable Professional
Найцінніший спеціаліст Microsoft (англ. Microsoft Most Valuable Professional) — звання, яким з 1993 року нагороджують технічних експертів, авторів open-source проектів, авторів технічних публікацій, доповідачів технічних конференцій і організаторів груп користувачів за вклад у розвиток технологічної індустрії та технологічного стеку Microsoft. Отримання цього звання відображає глибоке розуміння та майстерність у використанні технологій, пов'язане з вирішенням складних технічних проблем і впровадженням передових практик. 
Лауреати не є співробітниками Microsoft, не несуть правових зобов'язань перед Microsoft (за винятком зобов'язань про нерозголошення закритої інформації). Microsoft MVP — це технічні експерти, які діляться своїми знаннями та досвідом зі спільнотою, що володіють глибокими знаннями про продукти та служби Майкрософт і в той же час вміють поєднувати різноманітні платформи, продукти і рішення, щоб створювати нові рішення та продукти. Міжнародне співтовариство фахівців MVP налічує більше 5000 технічних експертів і лідерів співтовариства з 90 країн і регіонів.

## Опис програми
Згідно з графіком, премія присуджується строком на один рік, чотири рази на рік у квартальних циклах: номінації на початку січня, квітня, липня і жовтня. Категорій, у яких надається нагорода дуже багато і практично кожен продукт і технологія Microsoft охоплені програмою.
Кандидати у MVP призначаються іншими членами технічної спільноти, колишніми і поточними MVP та співробітниками Microsoft. На регіональному рівні перевіряється готовий список людей з кожної країни, а потім він подається до штаб-квартири Microsoft, де приймається остаточне рішення щодо номінації. Кожного кандидата оцінюють на основі технічних знань і його вкладу у спільноту за останні 12 місяців.
До основних переваг фахівців MVP відносяться ранній доступ до продуктів Майкрософт, технічна підписка на MSDN, підписка на Office 365, прямі комунікаційні канали для спілкування з командами розробників і запрошення на конференцію Global MVP Summit — ексклюзивний щорічний захід, який проводиться в центральній штаб-квартирі Майкрософт в Редмонді.

## Українські MVP
За всю історію програми, статусом MVP було нагороджено майже шість тисяч технічних експертів, 39 з них — українці:
1. Анатолій Бакал, категорія Office Apps & Services
2. Андрій Білоус
3. Андрій Бутенко
4. Андрій Губський, категорія Developer Technologies
5. Антон Бойко, категорія Microsoft Azure
6. Антон Відіщєв
7. Вадим Геря
8. Віктор Шатохін
9. Валерій Марчук
10. Валентин Гасенко, категорія Business Applications
11. Владислав Антонюк
12. Владислав Фурдак, категорія Developer Technologies
13. Денис Казаков
14. Денис Рєзнік, категорія Data Platform
15. Дмитро Лапшин
16. Дмитро Руденко
17. Костянтин Косинський, категорія Data Platform
18. Костянтин Хомяков
19. Максим Корецький, категорія Developer Technologies
20. Максим Пономарьов
21. Михайло Галушко
22. Михайло Жутов
23. Олег Чорний
24. Олександр Шамрай, категорія Developer Technologies
25. Олексій Голуб, категорія Developer Technologies
26. Олександр Коломійцев, категорія Cloud and Datacenter Management
27. Олександр Краковецький, категорія AI
28. Олександр Шамрай
29. Олексій Просніцький, категорія Office Apps & Services
30. Роман Рильцов, категорії DirectShow and Media Foundation, Windows Media, Visual C++, Visual Studio and Development Technologies (у різні роки)
31. Сергій Бєльскій, категорія Microsoft Azure
32. Сергій Кохан, категорія Developer Technologies
33. Сергій Лунякін, категорія Data Platform
34. Сергій Лутай, категорія Windows Development
35. Станіслав Лебеденко, категорія Microsoft Azure
36. Євген Недашківський, категорія Data Platform
37. Євген Полоничко, категорія Data Platform
38. Ігор Лєонтьев, категорія Microsoft Azure
39. Ігор Фесенко, категорія Developer Technologies
40. Ілля Лубенець, категорія Microsoft Azure
41. Тарас Кльоба, категорія Data Platform
42. Антон Мартинюк, категорія Developer Technologies

## Скасування та відновлення
22 жовтня 1999 року один з виконавчих директорів Microsoft відправив повідомлення, в якому анонсував скасування програми MVP. Можливо, це було відповіддю на недавній позов проти AOL від лідерів своєї групи новин, які вважали, що вони заслуговують на оплату за час, проведений ними в Інтернеті. Після підтримки програми MVP в Інтернеті, включаючи багато листів, відправлених безпосередньо Біллу Гейтсу та Стіву Балмеру, Microsoft оголосив через три дні, що рішення про скасування було відкликано. Це спричинило дискусії в компанії про те, який відділ буде відповідати за витрати на цю програму. Програма залишилась у відділі підтримки, але було зроблено додаткові інвестиції – одного з оригінальних інженерів CompuServe запросили на нову посаду Директора спільноти, ожививши програму MVP за допомогою спеціального координатора проекту, ресурсів сайту та інженерів підтримки. Програма стала набагато успішнішою завдяки цим зусиллям, розширивши свій глобальний вплив і отримавши висвітлення в понад 100 незалежних прес-релізах.